# FC Rukh Lviv
Futbolniy Klub Rukh Lviv, ou simplesmente  FC Rukh Lviv, é um clube de futebol ucraniano da cidade de Lviv. Suas cores são o preto e o amarelo.

## História
O clube foi fundado em 2003.
Atualmente o clube disputa a primeira divisão do Campeonato Ucraniano de Futebol. Conta com apenas um brasileiro em seu elenco, o meio-campista Talles, que já atuou no Fluminense, Mirassol Futebol Clube, Noroeste, Vila Nova e Olimpik Donetsk.[carece de fontes?]

## Títulos
- Persha Liha (Segunda Divisão)
  - Vice-campeão (1): 2019–20

- Druha Liha (Terceira Divisão)
  - Vice-campeão (1): 2016–17

- Amatorsʹka Liha (Quarta Divisão)
  - Campeão (1): 2014
  - Vice-campeão (2): 2013 e 2015

## Elenco 2021-22
Fontes: fcrukh.com e upl.ua.
Nota: Bandeiras indicam equipe nacional, conforme definido pelas regras de elegibilidade da FIFA. Os jogadores podem ter mais de uma nacionalidade não-FIFA.
| N.º |           | Posição | Jogador                      |
| --- | --------- | ------- | ---------------------------- |
| 2   | Ucrânia   | D       | Roman Hahun                  |
| 4   | Sérvia    | D       | Miloš Stamenković            |
| 5   | Ucrânia   | M       | Valeriy Fedorchuk            |
| 7   | Ucrânia   | M       | Yuriy Klymchuk               |
| 8   | Ucrânia   | M       | Andriy Kukharuk              |
| 10  | Ucrânia   | M       | Ostap Prytula                |
| 11  | Ucrânia   | M       | Ivan Lytvynenko              |
| 15  | Ucrânia   | M       | Yaroslav Martynyuk (Capitão) |
| 17  | Ucrânia   | M       | Maryan Mysyk                 |
| 19  | Ucrânia   | M       | Danylo Kondrakov             |
| 22  | Ucrânia   | A       | Yaroslav Karabin             |
| 23  | Ucrânia   | M       | Bohdan Boychuk               |
| 24  | Canadá    | A       | Osaze De Rosario             |
| 25  | Ucrânia   | D       | Maksym Bilyi                 |
| 26  | Argentina | M       | Fabricio Alvarenga           |
| 29  | Ucrânia   | D       | Roman Didyk                  |
| 30  | Brasil    | M       | Talles                       |

| N.º |         | Posição | Jogador                |
| --- | ------- | ------- | ---------------------- |
| 33  | Ucrânia | G       | Oleksandr Bandura      |
| 39  | Nigéria | D       | Richmond Chukwuemeka   |
| 41  | Nigéria | M       | Michael Obamina        |
| 42  | Nigéria | M       | Chidozie Odoh          |
| 45  | Ucrânia | A       | Andriy Boryachuk       |
| 53  | Ucrânia | M       | Ivan Varfolomeyev      |
| 63  | Ucrânia | M       | Marko Sapuha           |
| 73  | Ucrânia | M       | Rostyslav Lyakh        |
| 77  | Ucrânia | M       | Oleksiy Sych           |
| 78  | Ucrânia | D       | Hlib Savchuk           |
| 79  | Ucrânia | G       | Yuriy Pankiv           |
| 81  | Ucrânia | G       | Viktor Babichyn        |
| 86  | Ucrânia | G       | Yuriy-Volodymyr Hereta |
| 91  | Ucrânia | M       | Roman Karasyuk         |
| 93  | Ucrânia | D       | Vitaliy Roman          |
| 96  | Ucrânia | D       | Denys Slyusar          |
| 99  | Ucrânia | M       | Vasyl Runich           |